# 清き國ぞとあこがれぬ
『清き國ぞとあこがれぬ』（きよきくにぞとあこがれぬ）は、2013年5月6日 (月・祝) に北海道放送で製作・放送された単発のドキュメンタリーテレビドラマ。
北海道映像コンテスト・テレビ番組部門最優秀賞受賞作品
。

## 概要
北海道大学恵迪寮で作られ、現代でも多くの北大生に愛され、歌われている明治四十五年寮歌「都ぞ弥生」の誕生100周年を記念して作られたドキュメンタリードラマである。
寮生であった作詞者「横山芳介」と作曲者「赤木顕次」による「都ぞ弥生」の製作過程について北海道大学総合博物館にある映像資料などを交えながらドラマ化されている
。
タイトルは都ぞ弥生の一番の歌詞における最後のフレーズからとられている。
キャストのほとんどが撮影当時の恵迪寮に在住する学生であり，恵迪寮内のシーンは，北海道開拓の村に移築された旧札幌農学校寄宿舎（恵迪寮）において撮影された。
放送された内容はDVD化され、恵迪寮同窓会をはじめとして、北大構内の大学生協やエルムの森ショップ、
北大総合博物館内のミュージアムショップなどで販売されており、全国の紀伊国屋書店でも取り扱われた
。

## ストーリー
1910年(明治43年)、横山芳介は東北帝国大学農科大学予科(北海道大学の前身)へ入学し、一学年先輩であった赤木顕次と出会う。
横山は赤木に誘われて、恵迪寮の同室に入る。彼らは恵迪寮での生活を共にしながら、寮歌「都ぞ弥生」を創り上げていく。

## キャスト
横山芳介
演 - 小倉瑛矢
東京出身。文学を愛好している。
赤木顕次
演 - 中西博宣
小樽出身。ハーモニカをよく吹いている。耳が悪いため、いつも講義では一番前の席に座っている。

## スタッフ
- 脚本・構成：藤田正一、長沼修[1]
- 演出：長沼修、早川渉、土坂浩輝[1]
- プロデューサー：長沼修、国貞泰生[1]
- 音楽：星井清[1]
- ナレーション：竹下景子、近藤肇[1]